# Orientering (radioprogram)
|  | For andre betydninger, se Orientering |
Orientering er et nyhedsmagasin, der sendes mandag-fredag kl. 16:05-18:00 – på DR P1.
Orientering fokuserer på analyse og baggrund indenfor særligt international og dansk politik og på samspillet mellem de danske, europæiske og globale samfundsforhold. Orientering har i årtier været et af DRs journalistiske flagskibe.
I januar 2023 gik programmet fra at være en rendyrket liveudsendelse til at indlejre de to podcasts Slotsholmen og Udsyn i udsendelsen. Dette skete som led i en digitaliseringsstrategi i DR, som også medførte en halvering af programmets personale.
Brita Kvist er mangeårig medarbejder på programmet.